# Kinderblock - L'ultimo inganno
Kinderblock - L'ultimo inganno è un film documentario italiano del 2020 diretto da Ruggero Gabbai che segue la vita delle sorelle Bucci, sopravvissute alla tragedia dell'Olocausto.

## Produzione
È stato prodotto dalla Fondazione Museo della Shoah in collaborazione con Rai Cinema e la Goren Monti Ferrari Foundation per la regia di Ruggero Gabbai e la consulenza scientifica di Marcello Pezzetti che ne è stato anche l'autore. Il film affronta il tema della sperimentazione medica sui bambini nei blocchi dedicati a loro ad Auschwitz - Birkenau, bambini che di fatto erano cavie inconsapevoli del criminale nazista Josef Mengele, meglio conosciuto come "angelo della morte". 

## Trama
Andra e Tatiana Bucci sono scambiate erroneamente da Mengele per gemelle, il che permetterà loro di sopravvivere. Sergio De Simone, invece, con l'ingannevole promessa del subdolo Mengele di ritrovare sua madre, subirà una sperimentazione che lo porterà alla morte insieme ad altri 19 bambini ebrei dopo il trasferimento in un centro di sperimentazione nazista ad Amburgo e precisamente nel campo di concentramento di Neuengamme. Il 20 aprile 1945, visto che l'esperimento fallisce, con un ultimo inganno i 20 bambini vengono fatti entrare in una stanza di un campo esterno di Neuengamme e viene iniettata a tutti, per ucciderli, una siringa di morfina. Però non tutti muoiono; chi sopravvive, viene impiccato. I nazisti devono assolutamente far sparire le tracce di quella sperimentazione e pensano che con la morte di tutti i bambini scompaiano anche le prove, ma, come dimostra nel film il commento del suo autore, lo storico Marcello Pezzetti, quella macabra uccisione è un ulteriore fallimento dei medici nazisti. La storia di quei 20 bambini, fra cui Sergio, giunge infatti fino a noi, ben documentata e anche ammessa dagli stessi testimoni nazisti. 
Il racconto preciso e commovente degli avvenimenti è stato fatto più volte dalle cugine di Sergio, Andra e Tatiana, oltre ad essere dettagliatamente illustrato in uno speciale TG1 della Rai.